# Vênus ao espelho
Vênus ao espelho ou Vênus olhando-se ao espelho (em castelhano:  La venus del espejo) é uma pintura de Diego Velázquez (1599-1660), principal artista do Século de Ouro Espanhol. Concluída entre 1647 e 1651 e provavelmente pintada durante permanência do artista na Itália, a pintura apresenta a deusa Vênus numa posição sensual, deitada em uma cama e olhando em um espelho segurado pelo seu filho Cupido, o deus romano do amor físico. A pintura está exposta na National Gallery, em Londres, sob o título The Toilet of Venus ou The Rokeby Venus.
Muitas obras, do clássico ao barroco, têm sido citadas como fontes de inspiração de Velázquez. As Vênus dos pintores italianos, como a Vênus adormecida de Giorgione (c. 1510) e a Vênus de Urbino de Ticiano (1538) foram os principais precedentes. Nessa obra, Velázquez combinou duas poses estabelecidas para Vênus: reclinada sobre um sofá ou cama e olhando para um espelho. Ela é frequentemente descrita como olhando a si mesma no espelho, embora isso seja fisicamente impossível, já que os observadores podem ver sua face refletida na direção deles. Esse fenômeno é conhecido como "efeito Vênus". De certa maneira, a pintura representa a partida, devido ao uso central do espelho e porque ela mostra o corpo de Vênus de costas para o observador da pintura.
A Vênus ao espelho é a única obra de nu feminino feita por Velázquez que chegou aos nossos dias. Nus eram extremamente raros na arte espanhola do século XVII, durante o qual a sociedade foi ativamente controlada por membros da Inquisição espanhola. Apesar disso, nus de artistas estrangeiros foram intensamente colecionados pelo círculo de frequentadores da corte, e esta pintura foi pendurada na casa de cortesões espanhóis até 1813: pertenceu à Casa de Alba e a Manuel de Godoy, quando era conservada no Palácio de Buenavista de Madrid. Depois foi levada para a Inglaterra para ser pendurado em Rokeby Park, Yorkshire, de onde provém seu apelido Rokeby Venus. Em 1906, a pintura foi comprada pelo Fundo Nacional de Coleções de Arte para a National Gallery. Apesar de ter sido atacada e seriamente danificada em 1914 pela sufragista Mary Richardson, logo foi totalmente restaurada e voltou a ser exposta.

## História

### Datação

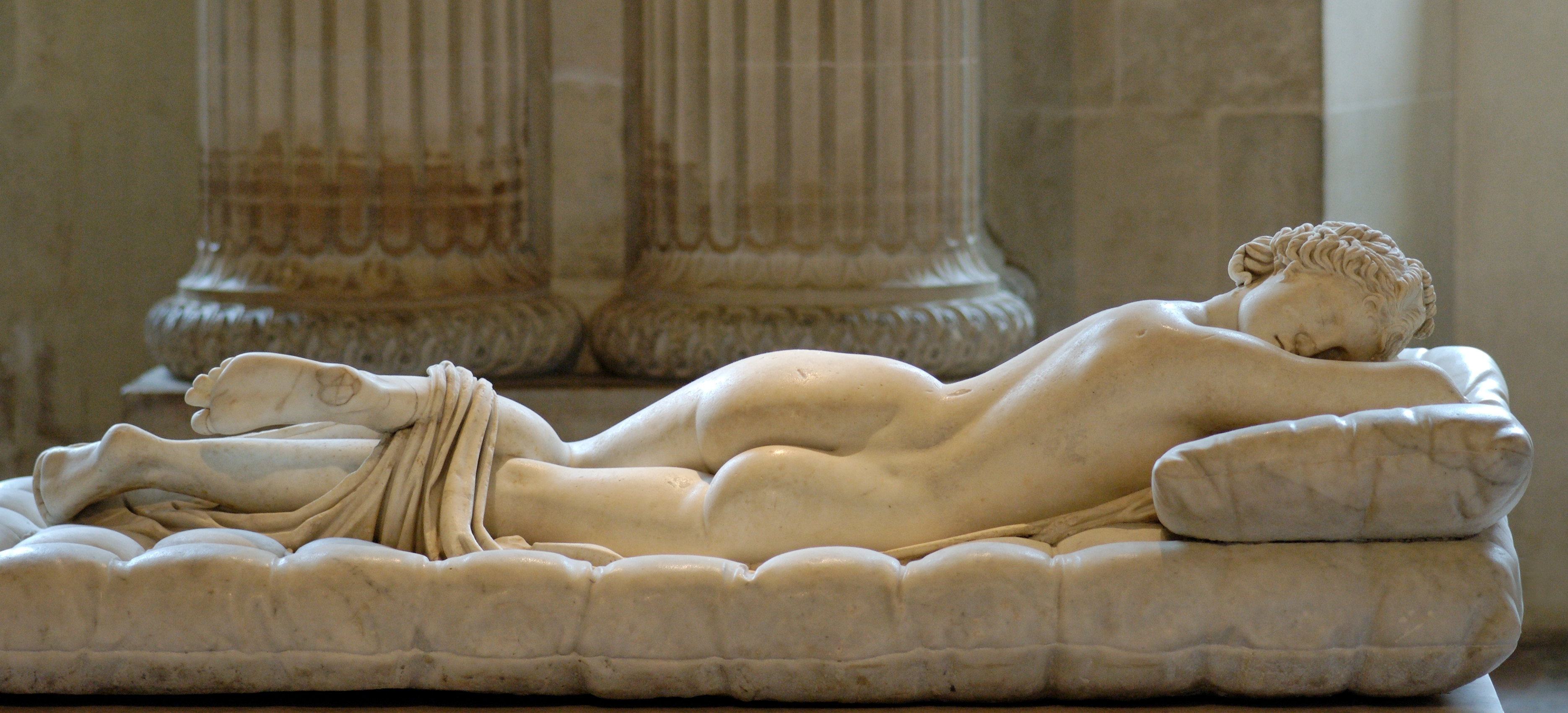
O Hermafrodita Borghese, uma antiga cópia romana, encontrada por volta de 1608–20, de um original helenístico, atualmente no Museu do Louvre. Quando Velázquez esteve em Roma, encomendou um molde de bronze da obra para Madrid.

Não se sabe com certeza quando a tela foi pintada. Alguns assinalam 1648, antes da segunda viagem de Velázquez à Itália; outros afirmam que teria sido pintada durante sua segunda e última viagem à Itália, entre 1649 - 1651. O site da National Gallery e outros autores acreditam ter sido produzida ao redor de 1647 - 1651.
A Vênus ao espelho foi considerada durante muito tempo como uma das últimas obras de Velázquez. Em 1951, descobriu-se que fora citada num inventário datado de 1 de junho de 1651, na coleção particular de Gaspar de Haro y Fernández de Córdoba (1629 - 1687), marquês do Cárpio, um cortesão que mantinha laços estreitos com o rei Filipe IV da Espanha. Haro era sobrinho-neto do primeiro mecenas de Velázquez, o Conde-Duque de Olivares, e um conhecido libertino. Segundo o historiador de arte Dawson Carr, Haro amava a pintura quase tanto quanto amava as mulheres, e até mesmo os seus defensores lamentavam o seu excessivo gosto pelas mulheres de classe baixa durante a sua juventude. Por estas razões, parece possível que ele encomendasse a pintura. Como a pintura estava inventariada em 1651, a tela não poderia ser posterior à segunda viagem de Velázquez à Itália, da qual retornou em junho daquele ano, podendo tê-la pintado ali no final de 1650 ou no princípio de 1651 e remetido à Espanha antes do regresso do artista. Contudo, em 2001, o historiador de arte Ángel Aterido descobriu que a pintura pertencera antes ao marchant e pintor madrilenho Domingo Guerra Coronel, e que foi vendida a Haro em 1652, depois da morte de Coronel no ano anterior. A propriedade de Coronel sobre a pintura suscita uma série de questões: como e quando passou a ser posse de Coronel e por que o nome de Velázquez foi omitido naquele inventário. O crítico de arte Javier Portús sugeriu que a omissão poderia ser devido a se tratar de um nu feminino, um tipo de obra que estava cuidadosamente supervisionada e cuja divulgação era considerada problemática.
Estes fatos fazem com que seja difícil datar a pintura. A técnica pictórica de Velázquez não oferece ajuda, embora a forte ênfase na cor e no tom sugiram que a obra pertença ao seu período de maturidade. As melhores estimativas sobre sua origem apontam para que tenha sido terminada em finais da década de 1640 ou princípios da década de 1650, quer na Espanha, quer durante a última viagem de Velázquez à Itália. Se este for o caso, a espontaneidade e fluidez da execução e a dissolução da forma pode considerar-se marcando o começo do período final do artista. O consciente modelado e os fortes contrastes tonais da sua obra anterior são substituídos aqui por uma contenção e sutileza que culminaria na sua última obra mestra, As Meninas.

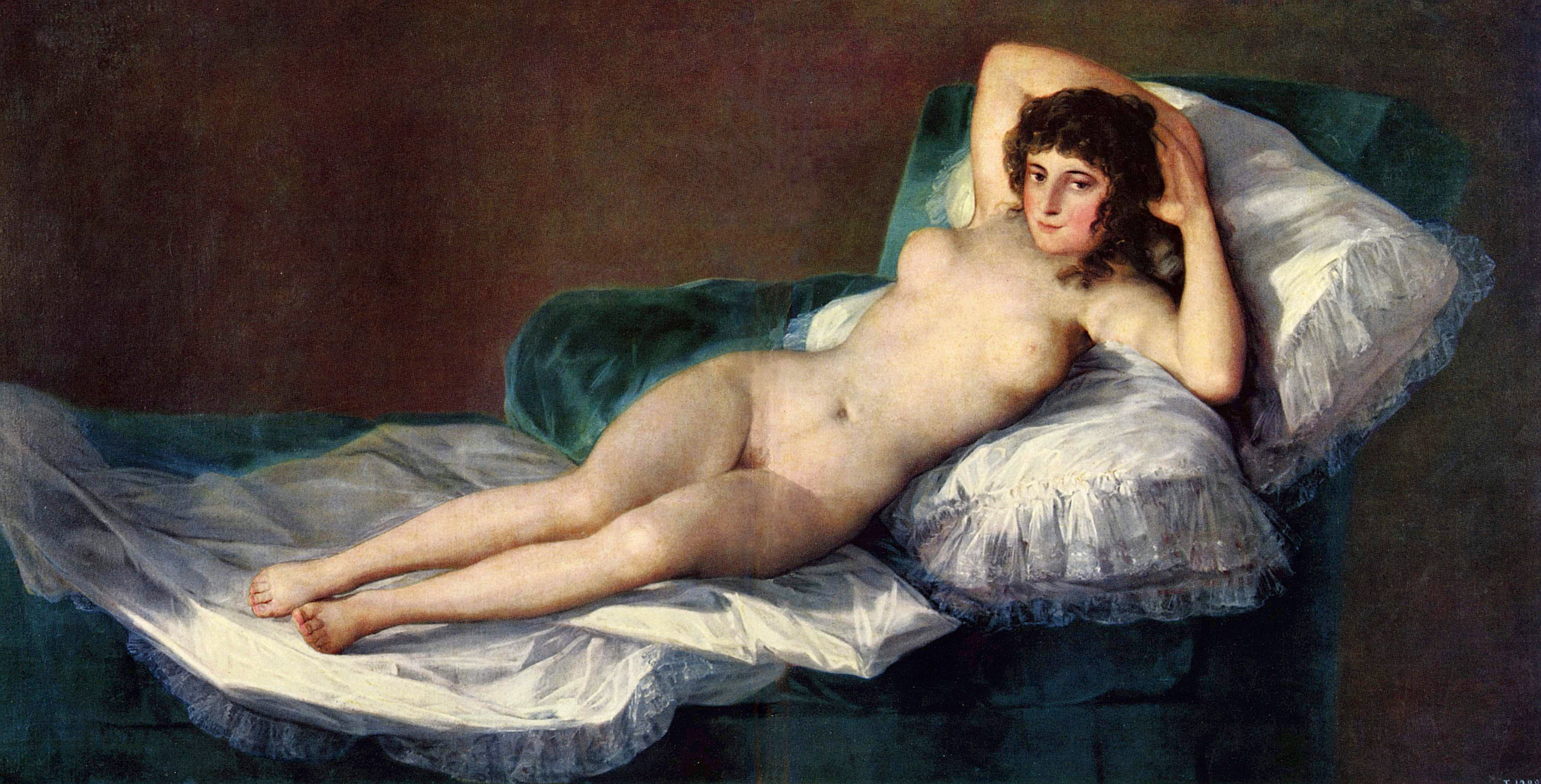
Francisco de Goya, A maja nua, c. 1797–1800. Em 1815, Goya foi acusado pela Inquisição espanhola por este trabalho, mas conservou o seu cargo como pintor da corte.

### Proprietários
A pintura aparece inventariada em 1651 entre os bens de Gaspar de Haro y Guzmán e passou depois à sua filha, Catalina de Haro y Guzmán, a oitava marquesa do Cárpio, e ao seu esposo, Francisco Álvarez de Toledo, o Duque de Alba. Esteve entre 1688 e 1802 em poder da Casa de Alba. Em 1802, Carlos IV da Espanha ordenou que a família vendesse a pintura (com outras obras) a Manuel de Godoy, o seu favorito e primeiro-ministro. Este pendurou-a junto com as duas obras mestras de Francisco Goya que talvez o próprio Godoy tenha encomendado, A maja nua e A maja vestida. Estas obras têm óbvias similaridades de composição com a Vênus ao espelho, embora, ao contrário de Velázquez, Goya tenha pintado o seu nu numa tentativa calculada de provocar vergonha e desgosto no clima relativamente pouco iluminado da Espanha do século XVIII.
Durante a Guerra da Independência Espanhola, a pintura foi roubada por soldados franceses do palácio Godoy, no âmbito de saques artísticos, e passou para as mãos de George Augustus Wallis, um pintor britânico, que trabalhou na Espanha como agente de William Buchanan, um importante negociante de arte. A Vênus foi levada para a Inglaterra em 1813, onde foi adquirida por John Morritt, por quinhentas libras, a conselho do seu amigo Thomas Lawrence. que a pendurou na sua casa no Rokeby Park, Yorkshire. Depois foi vendida para a empresa londrina Agnew and Son.
O Fundo das Coleções de Arte Nacionais, criado pouco tempo antes, adquiriu a obra em 1906 por 45 000 libras, para a National Gallery, sendo a sua primeira aquisição triunfal. O rei Eduardo VII admirou grandemente a pintura e anonimamente proporcionou 8 000 libras ao fundo para a sua compra, e tornou-se patrono do fundo.

### Vandalismo

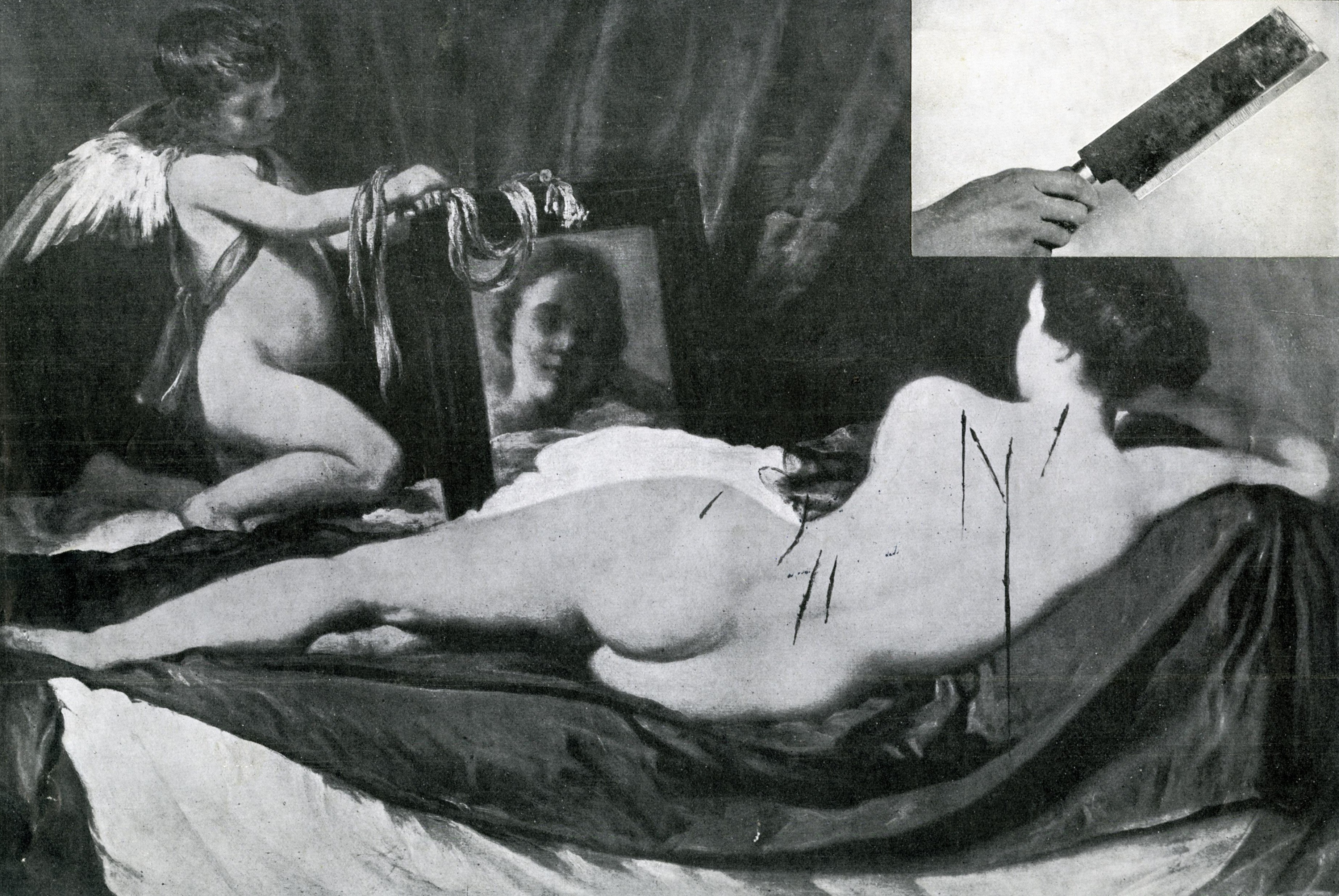
Danos no quadro resultantes do ato de vandalismo perpetrado por Mary Richardson em 1914, usando um cutelo semelhante ao que é mostrado no canto superior direito da imagem.

Em 10 de março de 1914, a tela foi atacada por Mary Richardson com uma machada curta de açougueiro, uma sufragista militante britânica de origem canadiana. Sua ação foi aparentemente provocada pela prisão da companheira sufragista Emmeline Pankhurst no dia anterior, embora houvesse avisos precedentes de um ataque sufragista planejado sobre a coleção. Richardson deixou sete cortes na pintura, causando danos na zona entre os ombros da deusa na figura.
 Contudo, todos foram reparados com sucesso pelo restaurador chefe da National Gallery, Helmut Ruhemann. Richardson foi sentenciada a seis meses de prisão, o máximo permitido pela destruição de uma obra de arte. Numa declaração que fez ao Sindicato Político e Social de Mulheres pouco tempo depois, Richardson explicou: Tentei destruir a pintura da mais bela mulher na história da mitologia como um protesto contra o governo por destruir a Sra. Pankhurst, que é a pessoas mais formosa da história moderna. Acrescentou numa entrevista de 1952 que ela não gostava do jeito como os visitantes masculinos olhavam para ela todo o dia.
A escritora feminista, Lynda Nead, observou que, embora o incidente chegasse a simbolizar uma percepção particular de atitudes feministas frente ao nu feminino, em certo sentido, acabou representando uma determinada imagem estereotipada do feminismo em geral. Os jornalistas tendiam a falar do ataque em termos de assassinato (Richardson recebeu a alcunha de Slasher Mary, isto é, Maria a Esfaqueadora), e usaram palavras que evocavam feridas que tivesse ocorrido a um corpo real, e não apenas a uma representação. The Times, num artigo que continha dados fáticos e errôneos a respeito da  pintura, descreveu uma cruel ferida no pescoço, bem como incisões nos ombros e nas costas.

### Restauração
A pintura foi submetida a uma grande limpeza e restauração entre 1965–66. Na ocasião foi verificado que a pintura estava em boas condições e que pouca cor havia sido acrescentada mais tarde por outros artistas, ao contrário do que afirmavam alguns.

## Análise do quadro

### Descrição

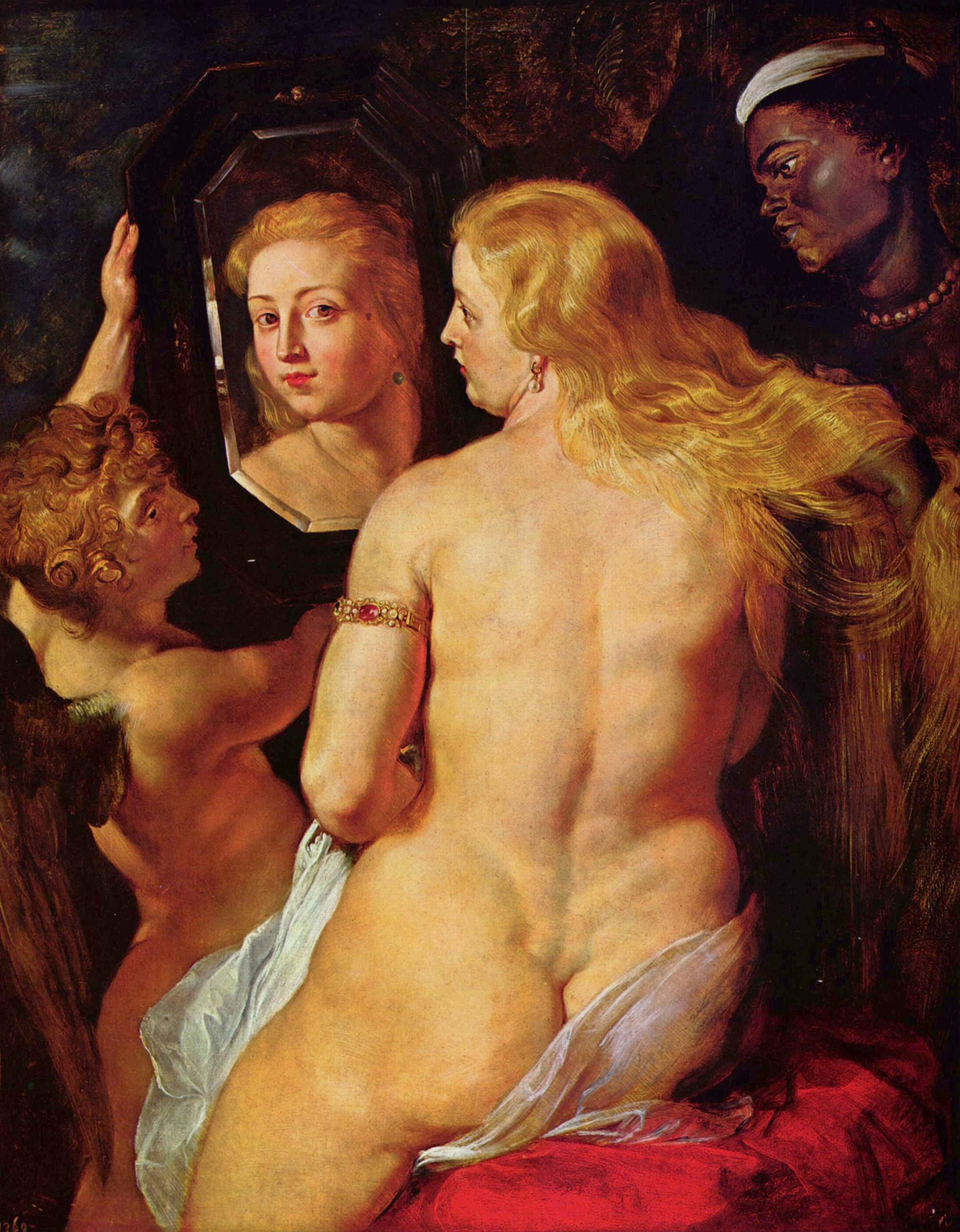
Peter Paul Rubens na Vênus do espelho, c. 1614–15, mostra a deusa com o seu cabelo tradicionalmente louro. Como a Vênus de Velázquez, a imagem refletida da deusa não encaixa essa porção da sua face visível sobre a tela. Em contraste com a bela e arredondada forma ideal de Rubens, Velázquez pintou uma figura feminina mais delgada.

A Vênus ao espelho representa a deusa romana do amor, da beleza, e da fertilidade reclinada languidamente na sua cama, com as costas para o espectador—na Antiguidade, o retrato de Vênus de costas foi um  visual erótico e literário comum — e com os seus joelhos dobrados. Assim, Vênus é apresentada sem a parafernália mitológica que normalmente é incluída em representações da cena; são ausentes as joias, as rosas e a murta. Ao contrário da maior parte dos retratos prévios da deusa, que a mostram com cabeleira loura, a Vênus de Velázquez  é morena. Quando a obra foi inventariada pela primeira vez, foi descrita como uma mulher nua, provavelmente devido à sua natureza controversa.
A figura feminina pode ser identificada com Vênus devido à presença do seu filho, Cupido. Este aparece sem arco e setas. Cupido, gordinho e ingenuamente respeitoso, até mesmo vulgar, tem nas suas mãos uma fita rosa de seda que está fixada acima do espelho e se dobra sobre a sua moldura. Sua função foi objeto de debate pelos historiadores da arte. Em geral, acredita-se ser uma espécie de atadura, um símbolo do amor vencido pela beleza. Esta interpretação foi dada pelo crítico Julián Gállego, que entendeu que a expressão facial de Cupido era melancólica, de maneira que as fitas seriam uns grilhões que uniam este deus com a imagem da beleza, assim deu à pintura o título de Amor conquistado pela Beleza. Foi sugerido também que podia ser uma alusão aos grilhões usados por Cupido para atar os amantes, também que serviu para pendurar o espelho, e igualmente que se empregara para vendar os olhos de Cupido uns momentos antes.
O elemento mais original da composição é o espelho segurado por Cupido, no qual a deusa olha para fora, e através da sua imagem refletida, interage com o espectador da obra 
O fato de Vênus estar vendo o espectador através do espelho representa a ideia da consciência da representação, muito característica de Velázquez. E o espectador, por sua vez, pode ver no espelho o rosto da deusa, esfumado pelo efeito da distância, que apenas revela um vago reflexo das suas características faciais. A imagem desbotada é uma contradição barroca, pois Vênus é a deusa da beleza mas esta não se distingue bem. O aspecto desbotado do rosto levou a crer que seja apenas uma mulher feia ou vulgar, uma aldeã em vez de uma deusa, pelo que alguns críticos fizeram alusão à capacidade enganosa da beleza. A crítica Natasha Wallace aludiu à possibilidade da face não distinguida de Vênus ser a chave do significado oculto da pintura, no sentido de que não visa ser um nu feminino concreto, nem apenas um retrato de Vênus, mas uma imagem da beleza absorta em si mesma Segundo Wallace, Não há nada espiritual no rosto ou na pintura. O ambiente clássico é uma escusa para uma sexualidade estética muito material - não do sexo em si, mas uma apreciação da beleza que implica atração.
As pregas dos lençóis da cama difundem a forma física da deusa, e apresentam-se para enfatizar as dramáticas curvas do seu corpo. A composição usa nomeadamente tons de vermelho, branco e cinza, empregados até mesmo na pele de Vênus; embora o efeito deste simples esquema cromático tenha sido muito elogiado, recentes análises técnicas demonstraram que o lençol cinza era originalmente um malva intenso, que acabou por desaparecer.

As cores luminescentes usadas na pele de Vênus são aplicadas com um tratamento suave e cremoso, fundente, que contrasta com os cinzas obscuros e o preto da seda ou cetim sobre a qual ela repousa, e com o castanho da parede atrás do seu rosto.
Velázquez é capaz de criar a noção de profundidade graças à composição. Coloca objetos e corpos uns atrás de outros: os diferentes lençóis, corpo da Vênus, o espelho, o Cupido, a cortina em diagonal, e a parede do fundo, transmitem a ideia de profundidade.

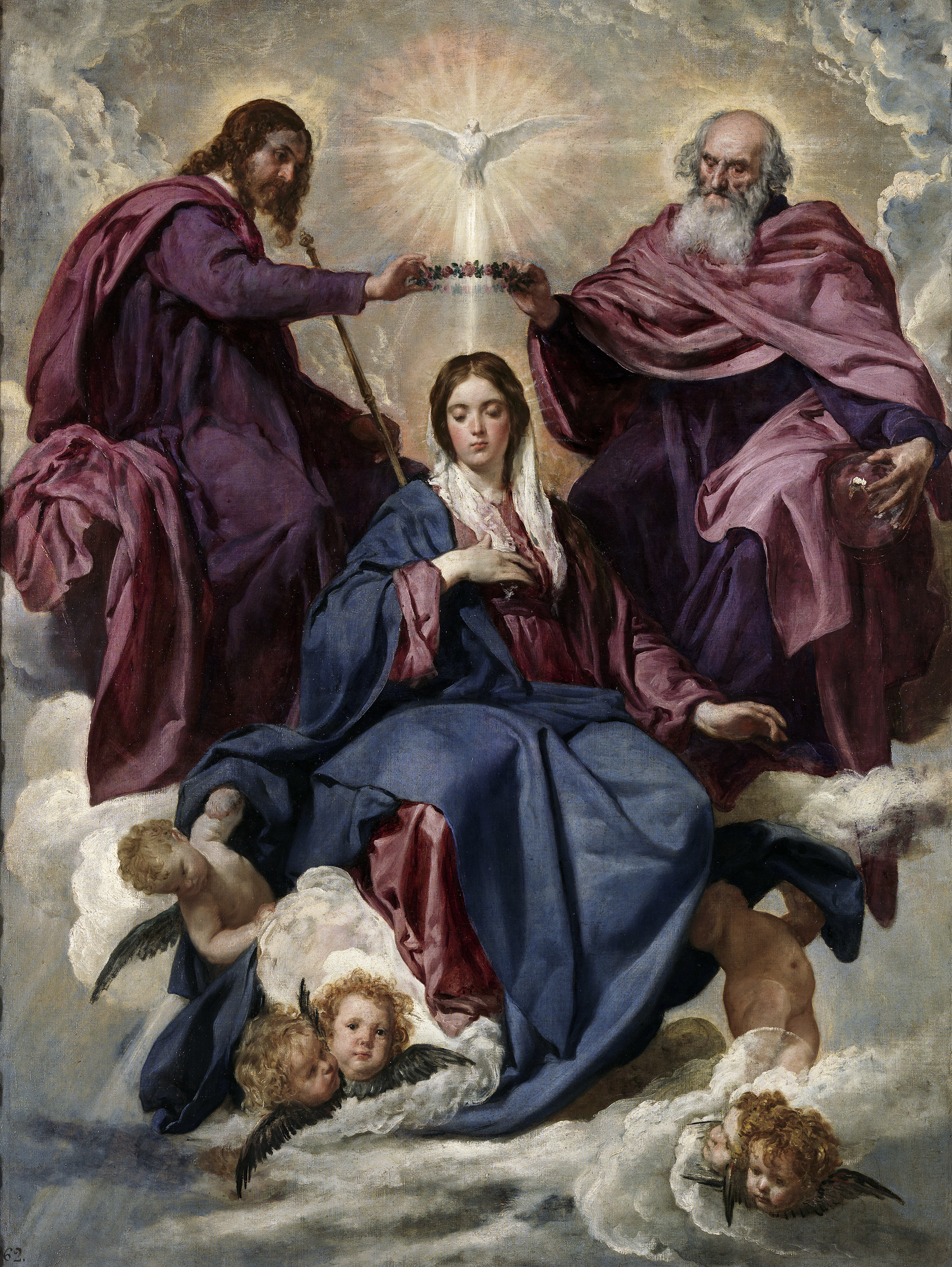
Coroação da Virgem, de Velázquez, c. 1641–42.
Foi sugerido que o modelo usado aqui era o mesmo que na Vênus.

Embora se acredite, em geral, que a obra foi pintada do natural, a identidade da modelo é objeto de especulação como ocorre, por exemplo, com a Maja desnuda de Goya. Na Espanha da época, era admissível que os artistas empregassem modelos nus masculinos para estudos; porém, o uso de modelos femininas nuas era mal visto. Acredita-se que a pintura foi executada durante uma das visitas de Velázquez a Roma, e Prater assinalou que na cidade o artista levou verdadeiramente uma vida de considerável liberdade pessoal que resultaria coerente com a ideia de usar uma modelo feminino nu. Têm-se proposto diversas identidades para a modelo. Pensou-se na pintora italiana Lavinia Triunfi, que teria posado para Velázquez em Roma. Também se lançou a hipótese da pintura representar uma amante de Velázquez que sabe que esteve na Itália, com a qual se acredita que teve um filho; Diversos documentos provam a existência de um filho ilegítimo. Aludiu-se à possibilidade de ser a mesma modelo de Coroação da Virgem  e n' A fábula de Aracne, ambas no Museu do Prado, e outras obras.
Tanto a figura de Vênus quanto a de Cupido foram significativamente alteradas durante o processo de pintura, e como resultado aparecem as correções do artista a respeito dos contornos que inicialmente pintou.
As partes apagadas da pintura podem ser vistas no braço alçado de Vênus, que estava a princípio numa posição mais alta; na posição do seu ombro esquerdo, e na sua cabeça, que tinha um perfil mais acuado, mostrando um pouco da nariz. A análise termográfica da obra revelou que Vênus estava originalmente mais ereta e com a sua cabeça voltada para a esquerda. Os contornos do espelho e o dorso de Cupido também foram alterados. Uma zona na parte esquerda da pintura, que se estende do pé esquerdo de Vênus até a perna e o pé esquerdo de Cupido, ficavam aparentemente indefinidas, mas esta característica é vista em outras das grandes obras de Velázquez e provavelmente era deliberado. No entanto, MacLaren tem um ponto de vista oposto.

## Nus na Espanha do século XVII
A par da obra Descenso al Seno de Abraham, de Alonso Cano, a Vênus ao espelho é considerada pelos especialistas um dos primeiros nus integrais da pintura espanhola  e o único pintado por Velázquez. Contudo, outros três nus do artista são citados nos inventários espanhóis do século XVII. Dois são mencionados na coleção real, mas podem ter sido perdidos no incêndio de 1734 que destruiu o Real Alcázar de Madrid. O terceiro está citado na coleção de Domingo Guerra Coronel. Estes documentos mencionam uma Vênus reclinada, Vênus e Adonis e o outro nu seria um Cupido e Psique.
O nu era muito incomum na arte espanhola do século XVII, sendo oficialmente desaconselhado. A Inquisição perseguia-o: as obras podiam ser confiscadas ou exigir-se que pintasse em cima; e os autores de obras licenciosas ou imorais podiam ser excomungados ou expulsos da Espanha por um ano. Contudo, dentro de círculos intelectuais e aristocráticos, acreditava-se que os objetos de arte estavam para além das questões de moralidade, e havia muitos nus, geralmente mitológicos, em coleções privadas. A coleção real dos Habsburgo continha despidos mitológicos, realizados por Ticiano e outros artistas venezianos renascentistas. O patrono de Velázquez, o rei Filipe IV, amante da arte, possuía uma série de nus de Ticiano e de Rubens na sua coleção, e Velázquez, como pintor do rei, não devia ter medo de pintar um nu. Colecionadores destacados, incluído o rei, tendiam a guardar os nus juntos numa sala relativamente privada;
 no caso de Felipe, o cômodo onde se retirava após comer, continha poesias de Ticiano que herdara de Filipe II, e os Rubens que ele próprio encarregara. A Vênus estaria num cômodo semelhante quando esteve nas coleções tanto de Haro quanto de Godoy. A corte de Filipe IV apreciava [grandemente] a pintura em geral, e os nus em particular, mas  … ao mesmo tempo, exercia uma pressão sem comparação sobre os artistas para evitar a representação do corpo humano despido.

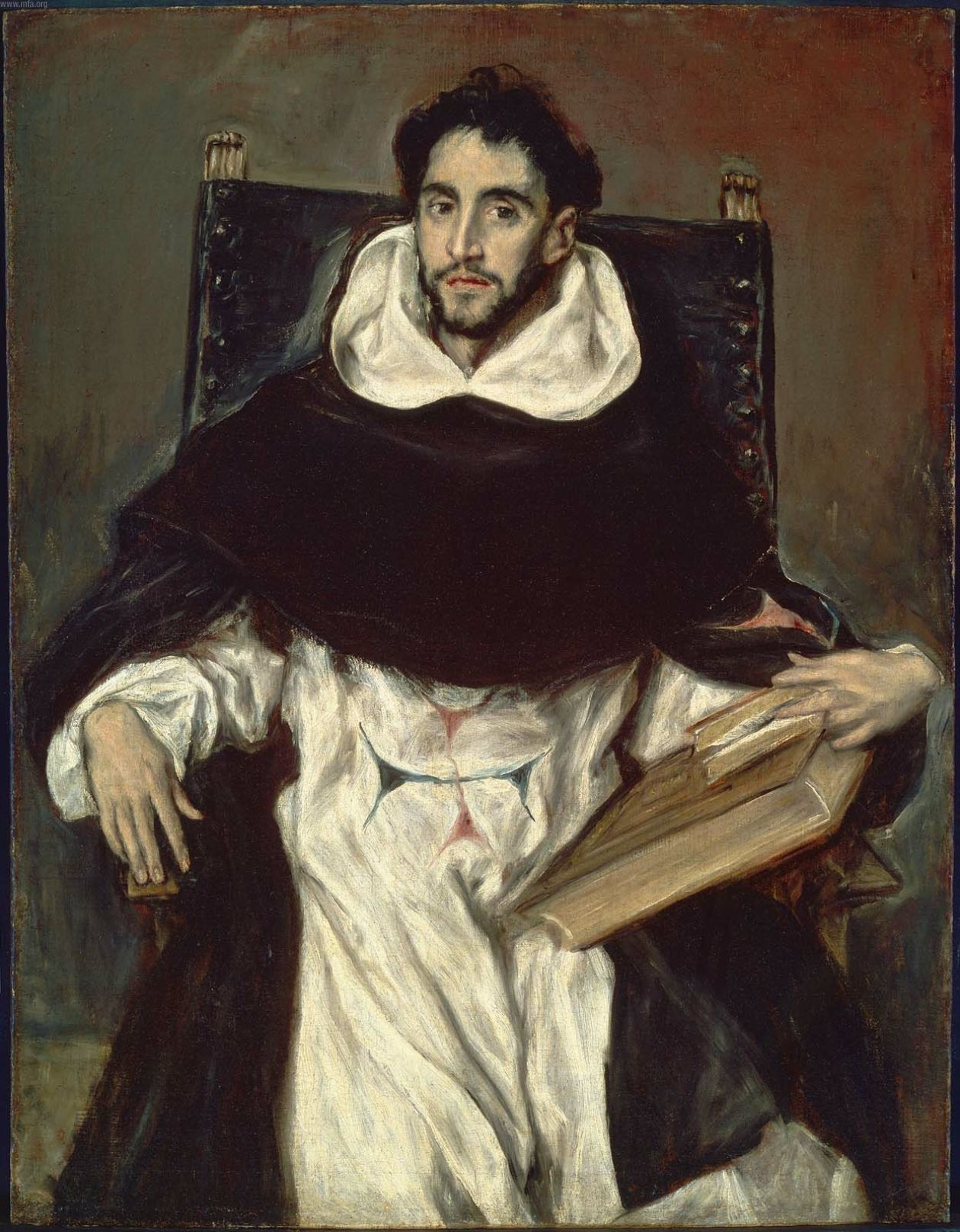
El Greco: Retrato executado em 1609 de frei Hortensio Félix Paravicino. Paravicino visava a destruição de todas as pinturas de nus.

A atitude espanhola contemporânea para a pintura de nus era única na Europa. Embora semelhantes obras fossem apreciadas por alguns aficionados e intelectuais da Espanha, eram em geral tratadas com suspeita. As mulheres daquela época usavam decotes baixos mas, segundo a historiadora de arte Zahira Veliz, os códigos do decoro pictórico não permitiriam facilmente a uma dama conhecida ser representada desta maneira. Para os espanhóis do século XVII, o tema do nu na arte era limitado por conceitos de moralidade, poder e estética. Esta atitude era refletida na literatura do Século de Ouro espanhol, como na obra teatral de Lope de Vega, A quinta de Florência, que apresenta um aristocrata que comete um rapto após ver uma figura com pouca roupa numa obra mitológica de Michelangelo.
Em 1632, um panfleto anônimo, atribuído ao português Francisco de Bragança, foi publicado com o título de Copia de los pareceres de los ilustres catedráticos de las universidades de Salamanca y Alcalá de Henares, acerca de si es pecado mortal hacer pinturas deshonestas, y exhibirlas. A corte podia exercer uma pressão em sentido contrário, e uma peça do famoso poeta e pregador frei Hortensio Félix Paravicino, que propunha destruir todas as pinturas de nus e que foi escrito para ser incluído no panfleto, nunca foi publicado. Paravicino era um conhecedor de pintura, e portanto acreditava no seu poder: as melhores pinturas são a maior ameaça: queimai as melhores delas. Braganza arguía que semelhantes obras deviam ser mantidas separadas do grande público, o que era de fato a prática comum na Espanha.

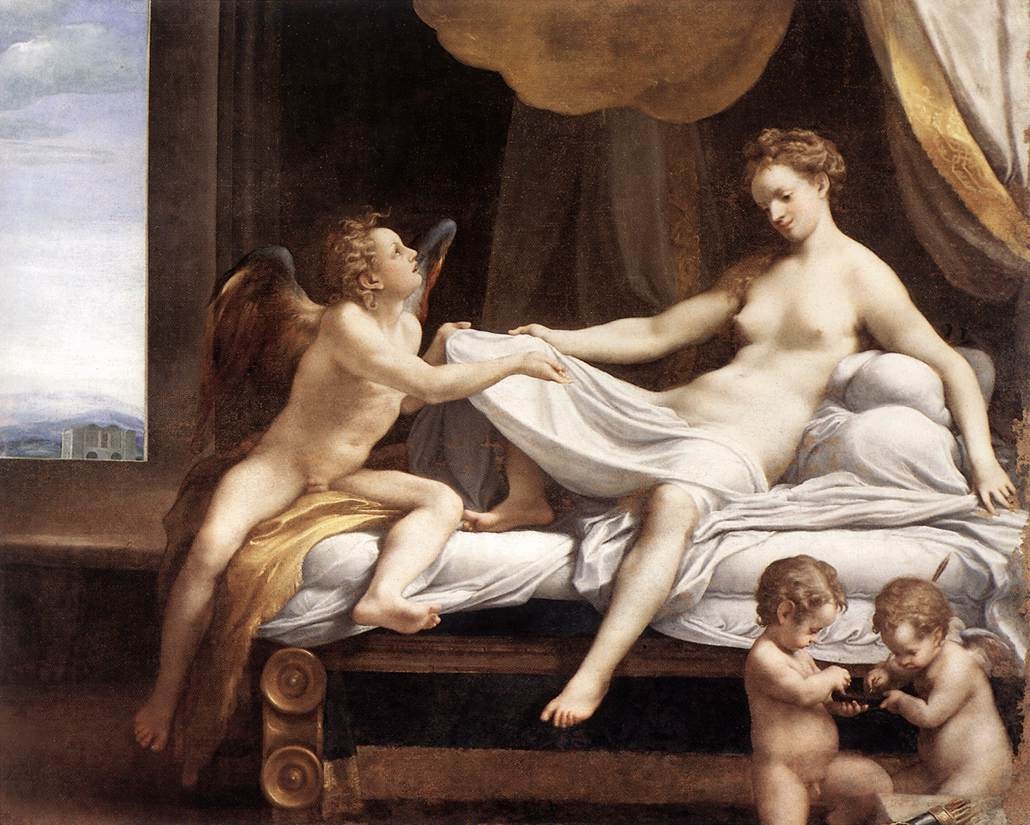
Correggio: Danae, 1531, é um exemplo temporão de Cupido representado atendendo uma mulher deitada sobre uma cama. Nesta pintura, porém, a mulher é mortal, embora Correggio ainda preferisse o retrato de uma figura mitológica.

Em contraste, a arte francesa da época com frequência representava mulheres com decotes muito baixos e apertados corpetes; porém, a aparente destruição, pela família real francesa, de pinturas famosas como a Leda e o cisne de Leonardo e Michelangelo, bem como a mutilação da composição de Correggio, mostram que o despido podia ser também controverso na França. No norte da Europa era aceitável representar nus artisticamente cobertos. Entre os exemplos está a Minerva Victrix de Rubens, feita entre 1622–25, que mostra Maria de Médici com o peito sem cobrir, e O duque e a duquesa de Buckingham como Vênus e Adonis, de Anton van Dyck (1620).
Paradoxalmente, enquanto os nus femininos eram perseguidos, os nus masculinos eram comuns, e o motivo, na opinião de Calvo Serraller, era que enquanto o nu masculino expressava melhor uma visão ideal, o feminino associava-se mais à carnalidade. Na arte espanhola do século XVII, até mesmo na representação de sibilas, ninfas e deusas, a forma feminina estava sempre castamente coberta. Nenhuma pintura da década de 1630 ou 1640, quer de gênero, quer retrato ou pintura de história, mostra uma mulher espanhola com os seus peitos expostos; até mesmo os braços poucas vezes são mostrados descobertos. Em 1997, o historiador da arte, Peter Cherry, sugeriu que Velázquez visava superar a exigência contemporânea de modéstia mediante a representação de Vênus de costas. Até mesmo em meados do século XVIII, um artista inglês que fez um desenho da Vênus quando estava na coleção dos Duques de Alba destacou que estava sem poder pendurá-la, devido ao tema.

Outra atitude totalmente diferente sobre o mesmo tema foi mostrada por Morritt quando escreveu a sir Walter Scott falando da sua bela pintura das costas de Vênus que pendurou sobre a chaminé, de maneira que as damas possam afastar a vista do chão sem dificuldade e os afeiçoados lançarem uma olhada sem dar espaço para concorrência.

## Legado

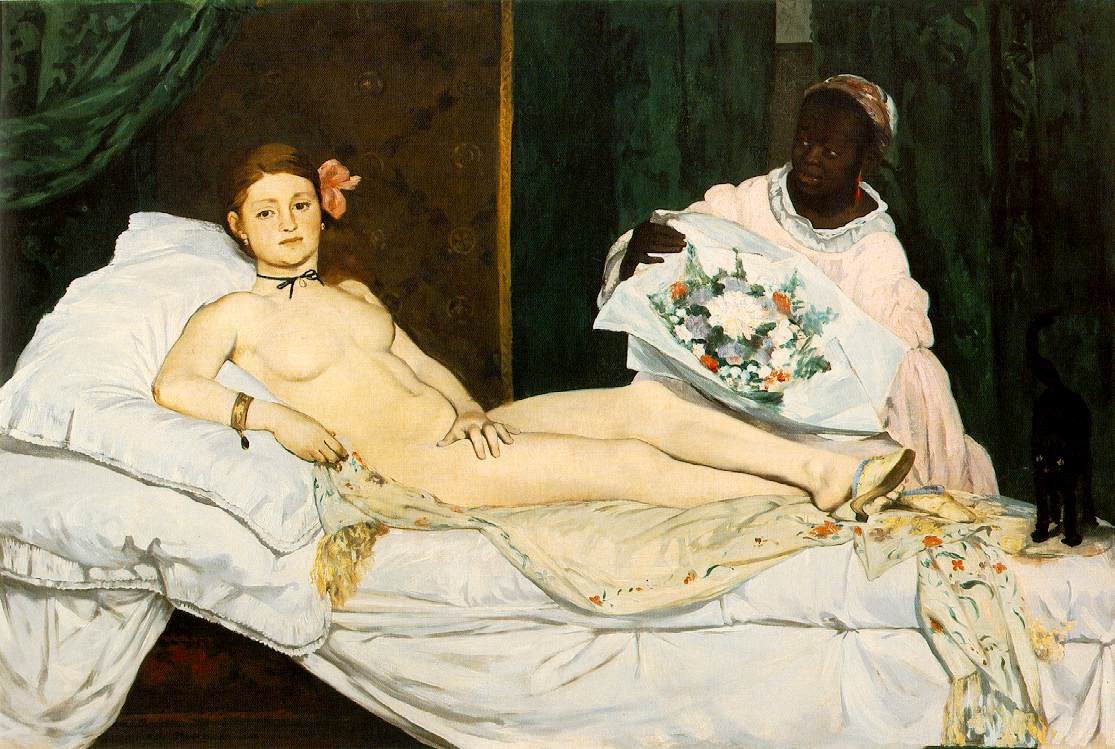
Édouard Manet: Olympia, 1863. Manet foi muito influenciado pelas pinturas de Velázquez, e em Olympia uma espécie de paráfrase do erotismo e ousadia do tema mostra claramente a herança da Vênus ao espelho.

Em parte devido a ter sido ignorado até meados do século XIX, Velázquez não encontrou seguidores e não foi amplamente imitado. As inovações visuais e estruturais deste retrato de Vênus em particular não foram desenvolvidas por outros artistas até recentemente, em grande parte devido à censura da obra. O quadro permaneceu numa série de salas privadas em coleções particulares até ser mostrado em 1857 na Exposição de Tesouros Artísticos de Manchester, com outras 25 pinturas atribuídas a Velázquez; foi a partir deste evento que começou a ser conhecida como a Rokeby Venus. Não parece que tenha sido copiada por pintores, gravadores, ou reproduzida por outros artistas, até esta época. Em 1890, foi exposta na Royal Academy de Londres, e em 1905 pela Agnews, a galeria que a adquiriu a Morritt. Desde 1906 está exposta na National Gallery e tornou-se muito conhecida internacionalmente através de reproduções. A influência geral da obra foi portanto largamente atrasada, embora artistas individuais tivessem podido vê-la ocasionalmente ao longo da sua história.
A pintura de Velázquez exibe um momento de privacidade e distancia-se radicalmente das representações clássicas de sonho e intimidade que se encontram em obras da Antiguidade e na escola veneziana quando retratam Vênus. Contudo, a simplicidade com que Velázquez mostra o nu feminino, sem joias ou qualquer dos acessórios usuais na deusa, teve seguidores em estudos de nus posteriores presentes na obra de Ingres, Manet, e Baudry, entre outros. Além disso, a representação da Vênus, feita por Velázquez, como um nu deitado visto de trás era uma raridade para a sua época, embora a pose tenha sido pintada por muitos artistas posteriores.
Manet, no seu cru retrato feminino Olympia, parafraseou a Vênus ao espelho na pose e insinuação de uma mulher real em vez de uma deusa etérea. Olympia chocou o mundo artístico parisiense quando foi exposta pela primeira vez em 1863. Olympia olha para fora, diretamente para o espectador, tal como a Vênus de Velázquez, embora esta o faça através do reflexo no espelho.